# Pluto acrobate
Pour les articles homonymes, voir Wonder Dog.
Pour plus de détails, voir Fiche technique et Distribution.
Pluto acrobate (Wonder Dog) est un court-métrage d'animation américain des studios Disney avec Pluto, sorti le 7 avril 1950.

## Synopsis
Pluto est ignoré par Dinah le teckel qui lui préfère le Prince, un chien de cirque. Pluto tente de reproduire les tours du Prince mais, dans une ruelle, Butch le bouledogue se met à le poursuivre.

## Fiche technique
- Titre original : Wonder Dog
- Titre français : Pluto acrobate
- Série : Pluto
- Réalisation : Charles A. Nichols
- Scénario : Bill Peet, Milt Banta
- Animation : Phil Duncan, Hugh Fraser, George Kreisl, George Nicholas
- Effets visuels : Dan McManus
- Décors : Brice Mack
- Layout : Karl Karpé
- Musique : Oliver Wallace
- Production : Walt Disney
- Société de production : Walt Disney Productions
- Société de distribution : RKO Radio Pictures
- Format : Couleur (Technicolor) - 1,37:1 - Son mono (RCA Sound System)
- Durée : 7 min
- Langue : Anglais
- Pays de production :  États-Unis
- Date de sortie :
  - États-Unis : 7 avril 1950[1]

## Voix originales
- Pinto Colvig : Pluto

## Commentaires
La musique de ce court-métrage est la même que dans les films Disney entre Dumbo (1941) et Les Trois Caballeros (1944).

## Titre en différentes langues
Sauf indication contraire, les informations mentionnées dans cette section peuvent être confirmées par la base de données cinématographiques IMDb,  présente dans la section « Liens externes ».
- Allemagne : Der Zauberhund
- Finlande : Ihmekoira
- Suède : Pluto akrobat